# Guitarrón chileno
El guitarrón chileno es un instrumento de cuerda pulsada típico de Chile con forma de guitarra, con 25 o 24 (raramente) cuerdas. Es tocado por los campesinos huasos principalmente como acompañamiento instrumental para el género tradicional chileno de cantar poesía conocido como «canto a lo poeta», pero algunos virtuosos también han comenzado a desarrollar las posibilidades solistas del instrumento. Sus intérpretes son llamados guitarroneros.

## Generalidades

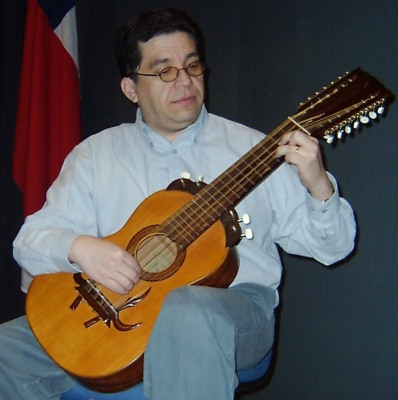
Interpretando guitarrón chileno

Es un cordófono de 25 cuerdas, cuyo origen se remonte, quizá, a las postrimerías del siglo XVI. Se lo utiliza para acompañar el llamado canto a lo poeta, junto al cual se ha desarrollado.
Es el instrumento musical preferido de payadores y cantores a lo divino, seguido de la guitarra traspuesta y el rabel. Aunque su nombre pueda sugerir que se trata de un instrumento derivado de la guitarra, su diseño, afinación y modo de ejecutar lo emparentan más con los cordófonos renacentistas y barrocos, sobre todo con la vihuela y algo menos con los archilaúdes.
Para muchos este es un instrumento genuinamente rural, aunque en los últimos años haya vivido una recuperación de su práctica y construcción en zonas urbanas.
Si bien se le usa mayormente para acompañar entonaciones de versos a lo humano y lo divino, sirve también como intérprete de cuecas, tonadas, valses y polcas. Su carácter solemne, su renombrada antigüedad y la belleza de los recursos sonoros que posee, lo han convertido con los años en un perfecto acompañante para actividades ceremoniales, llevándolo desde las ruedas de cantores hasta las misas en que va apareciendo cada vez con más frecuencia.

## Diseño

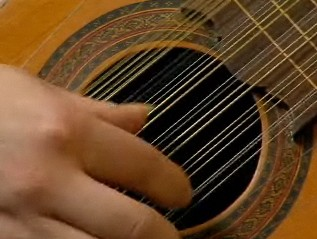
Encordadura vista en la boca del guitarrón

Está construido de madera y, como en la mayor parte de los cordófonos derivados del laúd y la vihuela, se distinguen cuatro secciones en su construcción:
- Clavijero o pala. Pesado y muy largo, su tamaño le permite dar sostén a 21 cuerdas con sus clavijas. A veces se adorna con tallados.
- Mástil o mango. Más ancho que el de la guitarra, aloja por lo general ocho trastes. Hoy dispone de una entrastadura metálica pero en los modelos más antiguos era de «tripa movible» tal como se practicaba en el Renacimiento, es decir, varias cuerdas se torcían juntas y se hacían pasar por un par de muescas a cada lado del mástil, para luego atarse formando una trenza o «chapecao» en el dorso del mango.
- Cuerpo o caja. En su construcción más tradicional la caja es de menor tamaño que la guitarra actual pero de mayor altura.[n 2] De forma «avihuelada», ostenta una «boca» sencilla aunque algunos ejemplares muestran rosetones decorativos. Resulta llamativo el «puente», que dispone de extensiones vistosas llamadas «puñales» que amplían su sustentación en la tapa. También son notables los clavijeros auxiliares a cada lado del mástil, que tensan cada uno un par de cuerdas agudas («diablitos»).
- Encordadura. Está conformada por cuerdas metálicas o «alambres» y por cuerdas entorchadas o «bordones». Tal como en los instrumentos europeos mencionados previamente, estas cuerdas se agrupan en órdenes u «ordenanzas», aunque con mayor número de cuerdas por grupo. En el mástil se cuentan cinco órdenes de entre tres y seis cuerdas, cada orden afinado al unísono o en octavas. La afinación es en intervalos de cuarta salvo entre el II y III orden en que corresponde a una tercera. La característica más distintiva del guitarrón es la de los «diablitos» o tiples, cuatro cuerdas agudas dispuestas fuera del mástil, desde los clavijeros auxiliares de la caja hasta los costados del puente y que pueden hacer recordar a las tiorbas.[n 3]